# Oskar Osala
Oskar Osala (* 26. Dezember 1987 in Vaasa) ist ein ehemaliger finnischer Eishockeyspieler, der für Finnland an den Olympischen Winterspielen in Pyeongchan 2018 sowie zwei Weltmeisterschaften teilnahm.

## Karriere
Der Finnlandschwede Oskar Osala wuchs in der zweisprachigen Stadt Vasa (finnisch Vaasa) in Ostbottnien auf und begann seine Karriere als Eishockeyspieler in seiner Heimatstadt in der Nachwuchsabteilung von Vaasan Sport, für dessen Profimannschaft er von 2003 bis 2005 in der Mestis, der zweiten finnischen Spielklasse, aktiv war. Anschließend spielte er zwei Jahre lang für die Mississauga IceDogs, die ihn beim CHL Import Draft 2005 in der ersten Runde an Gesamtposition 16 gezogen hatten, in der kanadischen Juniorenliga Ontario Hockey League. In diesem Zeitraum wurde er im NHL Entry Draft 2006 in der vierten Runde als insgesamt 97. Spieler von den Washington Capitals ausgewählt. In der Saison 2006/07 lief er zudem zwei Mal für die finnische U20-Nationalmannschaft in der Mestis auf. In der folgenden Spielzeit blieb er in Finnland und wurde mit den Espoo Blues aus der SM-liiga Vizemeister. Als bester Rookie der SM-liiga erhielt er zudem die Trophäe Jarmo Wasaman muistopalkinto.
In der Saison 2008/09 spielte Osala hauptsächlich für die Hershey Bears – das Farmteam seines Draftteams Washington Capitals – in der American Hockey League. Mit den Bears gewann er am Saisonende den Calder Cup. Zu diesem Erfolg trug er mit 47 Scorerpunkten, davon 29 Tore, in 97 Spielen bei. Zudem kam er in der gleichen Spielzeit zu seinem Debüt für die Washington Capitals, für die er in zwei Spielen in der National Hockey League auf dem Eis stand. Nachdem Osala auch die Saison 2009/10 bei den Hershey Bears begonnen hatte, wurde er im März 2010 kurz vor Ende der Trade Deadline von Washington zu den Carolina Hurricanes transferiert. Bis Saisonende kam er zu einem weiteren NHL-Einsatz für Carolina, während er die restliche Zeit bei deren AHL-Farmteam Albany River Rats verbrachte. In der Saison 2010/11 spielte er für Carolinas neues AHL-Farmteam Charlotte Checkers.
Im Mai 2011 wurde er von Neftechimik Nischnekamsk aus der Kontinentalen Hockey-Liga verpflichtet. Bei Neftechimik absolvierte er über 100 KHL-Partien, ehe er im Dezember 2013 im Tausch gegen Pawel Sdunow und eine Geldzahlung an den HK Metallurg Magnitogorsk abgegeben wurde. Am Ende der Saison 2013/2014 gewann er mit Metallurg die Meisterschaftstrophäe der KHL, den Gagarin-Pokal. Zwei Jahre später konnte er diesen Erfolg mit Metallurg wiederholen. 2018 kehrte er nach Finnland zurück und ließ seine Karriere bei Oulun Kärpät ausklingen.

### International
Für Finnland nahm Osala im Juniorenbereich an der U18-Junioren-Weltmeisterschaft 2005 und der U20-Junioren-Weltmeisterschaft 2007 teil. Bei der U20-WM 2007 war mit fünf Toren gleichauf mit vier weiteren Spielern bester Torschütze des Turniers.
Im Seniorenbereich stand er 2008 im Aufgebot seines Landes bei der Euro Hockey Tour, bei den Weltmeisterschaften 2010 und 2017 sowie bei den Olympischen Winterspielen in Pyeongchan 2018.

## Erfolge und Auszeichnungen
- 2006 OHL Second All-Rookie Team
- 2007 Bester Torschütze der U20-Junioren-Weltmeisterschaft (gemeinsam mit vier weiteren Spielern)
- 2008 Finnischer Vizemeister mit den Espoo Blues
- 2008 Jarmo Wasaman muistopalkinto
- 2009 Calder-Cup-Gewinn mit den Hershey Bears
- 2014 Gagarin-Pokal-Sieger und Russischer Meister mit dem HK Metallurg Magnitogorsk
- 2016 Gagarin-Pokal-Sieger und Russischer Meister mit dem HK Metallurg Magnitogorsk

## Statistik
(Stand: Ende der Saison 2017/18)